# Oberamt Öhringen

Karte der württembergischen Oberämter, Stand 1926

Das Oberamt Öhringen war ein württembergischer Verwaltungsbezirk (auf beigefügter Karte #41), der 1934 in Kreis Öhringen umbenannt und 1938 unter Abgabe einiger Gemeinden zum Landkreis Öhringen wurde. Allgemeine Bemerkungen zu den württembergischen Oberämtern siehe Oberamt (Württemberg).

## Geschichte

Oberamt Öhringen, Gebietsstand 1813, mit den früheren Herrschafts- und Ämtergrenzen
Legende

Bereits im 15. Jahrhundert besaßen die 1450 in den Grafenstand erhobenen Herren von Hohenlohe ein geschlossenes Territorium im Raum Öhringen. Der Hausbesitz wurde 1511 zum unveräußerlichen Fideikommiss erklärt und 1541 unter den beiden Hauptlinien Neuenstein und Waldenburg aufgeteilt, aus denen später jeweils mehrere Zweiglinien entstanden. Alle Linien wurden im 18. Jahrhundert gefürstet, gewannen durch den Reichsdeputationshauptschluss sogar noch kleinere Gebiete hinzu, wurden jedoch 1806 per Rheinbundakte zugunsten Württembergs bzw. Bayerns mediatisiert. Württemberg bildete aus dem geschlossenen Besitzkomplex rund um die Residenzstädte Öhringen und Waldenburg das Oberamt Neuenstein, dessen Sitz 1809 nach Öhringen verlegt wurde.
Nachbarn des von 1818 bis 1924 dem Jagstkreis zugeordneten Bezirks waren die Oberämter Neckarsulm, Künzelsau, Hall und Weinsberg. Dessen Aufhebung 1926 brachte dem Oberamt Öhringen einen Gebietszuwachs im Südwesten. Seitdem grenzte es auch an das Oberamt Heilbronn.
1926 umfasste der Bereich des Oberamts Öhringen 56 Gemeinden mit einer Gesamtfläche von 430,93 km². Innerhalb des Oberamtsbereichs befanden sich 16.625 Gebäude, darunter 8751 Nebengebäude. Die Wohnbevölkerung betrug 1925 rund 33.700 Personen.
1934 erfolgte die Umbenennung des Oberamtes Öhringen zu Kreis Öhringen, und 1938 wurde aus dem Kreis Öhringen der Landkreis Öhringen. Dabei wurden die Gemeinden Eschental, Finsterrot, Geißelhardt, Gnadental und Goggenbach an den Landkreis Hall abgegeben.

### Ehemalige Herrschaften
1813, nach Abschluss der Gebietsreform, setzte sich der Bezirk aus Bestandteilen zusammen, die im Jahr 1800 zu folgenden Herrschaften gehört hatten:
- Hohenlohe-Öhringen: Stadt Öhringen, Ämter Forchtenberg, Kirchensall, Langenbeutingen, Michelbach, Neuenstein, Gaisbach als Teil des Amts Künzelsau. Die Linie Öhringen erlosch 1805, der Besitz fiel an die Linie Ingelfingen.
- Hohenlohe-Schillingsfürst: Ämter Waldenburg, Kupferzell, Ohrntal, Adolzfurt.
- Hohenlohe-Bartenstein: Ämter Pfedelbach, Sindringen, Gleichen als Teil des Amts Mainhardt.
- Hohenlohe-Kirchberg: Goggenbach als Teil des Amts Döttingen.
- Kloster Schöntal: Orendelsall, Rechbach.
- Reichsritterschaft
Beim Kanton Odenwald der fränkischen Ritterschaft war Möglingen mit 5/12 Baumerlenbach (Freiherren von Berlichingen) immatrikuliert.

## Gemeinden

### Einwohnerzahlen 1861
Folgende Gemeinden waren 1861 dem Oberamt Öhringen unterstellt:
| Nr. | frühere Gemeinde   | Einwohner | heutige Gemeinde |
| --- | ------------------ | --------- | ---------------- |
| 1   | Oehringen          | 3798      | Öhringen         |
| 2   | Adolzfurth         | 706       | Bretzfeld        |
| 3   | Baum-Erlenbach     | 541       | Öhringen         |
| 4   | Büttelbronn        | 497       | Öhringen         |
| 5   | Cappel             | 341       | Öhringen         |
| 6   | Eckardtsweiler     | 572       | Öhringen         |
| 7   | Ernsbach           | 744       | Forchtenberg     |
| 8   | Eschelbach         | 346       | Neuenstein       |
| 9   | Eschenthal         | 270       | Kupferzell       |
| 10  | Feßbach            | 750       | Kupferzell       |
| 11  | Forchtenberg       | 1011      | Forchtenberg     |
| 12  | Gaisbach           | 790       | Künzelsau        |
| 13  | Geißelhardt        | 1038      | Mainhardt        |
| 14  | Gnadenthal         | 473       | Michelfeld       |
| 15  | Goggenbach         | 241       | Kupferzell       |
| 16  | Harsberg           | 921       | Pfedelbach       |
| 17  | Kesselfeld         | 292       | Neuenstein       |
| 18  | Kirchensall        | 421       | Neuenstein       |
| 19  | Klein-Hirschbach   | 503       | Neuenstein       |
| 20  | Kupferzell         | 1394      | Kupferzell       |
| 21  | Langenbeutingen    | 1014      | Langenbrettach   |
| 22  | Mangoldsall        | 487       | Kupferzell       |
| 23  | Michelbach am Wald | 810       | Öhringen         |
| 24  | Möglingen          | 260       | Öhringen         |
| 25  | Neuenstein         | 1635      | Neuenstein       |
| 26  | Neureuth           | 289       | Neuenstein       |
| 27  | Ober-Eppach        | 479       | Neuenstein       |
| 28  | Oberohrn           | 273       | Pfedelbach       |
| 29  | Ober-Söllbach      | 337       | Neuenstein       |
| 30  | Ober-Steinbach     | 491       | Waldenburg       |
| 31  | Ohrnberg           | 578       | Öhringen         |
| 32  | Orendelsall        | 237       | Zweiflingen      |
| 33  | Pfedelbach         | 1777      | Pfedelbach       |
| 34  | Schwöllbronn       | 433       | Öhringen         |
| 35  | Sindringen         | 773       | Forchtenberg     |
| 36  | Unter-Steinbach    | 1045      | Pfedelbach       |
| 37  | Verrenberg         | 425       | Öhringen         |
| 38  | Waldenburg         | 1313      | Waldenburg       |
| 39  | Westernach         | 1009      | Kupferzell       |
| 40  | Westernbach        | 251       | Zweiflingen      |
| 41  | Windischenbach     | 458       | Pfedelbach       |
| 42  | Wohlmuthhausen     | 558       | Forchtenberg     |
| 43  | Zweiflingen        | 1008      | Zweiflingen      |
|     | Summe              | 31589     |                  |

### Änderungen im Gemeindebestand seit 1813

Gemeinden und Markungen um 1860

In weiten Teilen Altwürttembergs übertrug sich die von stattlichen Dörfern dominierte Siedlungsstruktur unmittelbar auf die Gemeindeeinteilung. Dagegen beherrschen auf der Hohenloher Ebene und den angrenzenden Keuperhöhen – abgesehen von den Kleinzentren, die zumindest zeitweise einer Linie des Hauses Hohenlohe als Residenz dienten – Weiler und kleine Dörfer das Bild. Nach dem Übergang an Württemberg dauerte es Jahrzehnte, bis eine zweckmäßige und allseits akzeptierte Gliederung gefunden war.
In einer ersten Phase orientierte man sich weitgehend an der durch die Aufteilung in die verschiedenen Hohenloher Linien vorgegebenen Struktur. Bis 1815 wurde das früher der Linie Öhringen zugehörige Gebiet auf die Schultheißereien Öhringen, Eckartsweiler, Ernsbach, Forchtenberg, Gaisbach, Gnadental, Kirchensall, Kleinhirschbach, Langenbeutingen (mit Möglingen und Baumerlenbach), Michelbach, Neuenstein, Ohrnberg, Untermaßholderbach, Wohlmuthausen und Zweiflingen (mit Orendelsall) verteilt. Aus dem Anteil der Linie Schillingsfürst entstanden die Schultheißereien Adolzfurt, Eschelbach, Eschental, Kupferzell, Obersöllbach, Obersteinbach, Untersteinbach, Waldenburg und Westernach (mit Goggenbach), aus dem bartensteinischen Teil Pfedelbach, Sindringen, Unterohrn und Windischenbach.
Nachdem die Verfassung von 1819 die Grundlage für die kommunale Selbstverwaltung bereitet hatte, konstituierten sich aus den Schultheißereien die Gemeinden im modernen Sinne. Noch 1819 trennte sich Feßbach von Kupferzell und wurde zur selbständigen Gemeinde erhoben. Cappel löste sich von Eckartsweiler, Orendelsall von Zweiflingen. Untersöllbach wurde von Michelbach nach Eckartsweiler umgemeindet.
Bis 1824 bildeten sich die selbständigen Gemeinden Baumerlenbach, Möglingen, Kesselfeld, Oberohrn und Verrenberg. Aus der Schultheißerei Untermaßholderbach entstanden die Gemeinden Büttelbronn und Westernbach. Die Schultheißerei Unterohrn wurde aufgelöst, Unterohrn selbst nach Öhringen eingemeindet, Schwöllbronn nach Langenbeutingen.
Umgemeindet wurden Belzhag von Kupferzell nach Westernach und Tommelhardt von Obersteinbach nach Waldenburg. Die Umgliederung Sailachs von Obersteinbach nach Gnadental wurde nach wenigen Jahren revidiert.
1826 wurde Goggenbach, das bis 1823 zu Westernach und dann zu Eschental gehört hatte, zur selbständigen Gemeinde erhoben. Neureut löste sich von Kirchensall, Obereppach von Kleinhirschbach. Rechbach und Ulrichsberg wurden von Gaisbach nach Kupferzell umgemeindet.
1828 entstand aus Schwöllbronn und Unterohrn die neue Gemeinde Schwöllbronn. Harsberg wurde von Untersteinbach getrennt und zur selbständigen Gemeinde erhoben, der auch Baierbach (bisher bei Pfedelbach) zugeteilt wurde. Ober- und Untergleichen kamen von Untersteinbach zu Pfedelbach, Büchelberg von Obersteinbach zu Gnadental, Lindig von Waldenburg zu Kesselfeld.
1830 wurde Mangoldsall (mit Füßbach und Langensall) von Kirchensall getrennt und zur selbständigen Gemeinde erhoben.
1842 kam die Gemeinde Geißelhardt vom Oberamt Weinsberg zum Oberamt Öhringen.
1855 wurde Stolzeneck von Wohlmuthausen nach Kleinhirschbach umgemeindet. Um 1855 wurden Heiligenhaus (bisher bei Orendelsall) und Schönau (bisher bei Eckartsweiler) nach Zweiflingen umgemeindet.
1894 wurde die Stegmühle von Eckartsweiler nach Oberohrn umgemeindet.
1912 wurde Vorderespig von Untersteinbach nach Pfedelbach umgemeindet.
1926 kamen die Gemeinden Bitzfeld, Bretzfeld, Dimbach, Finsterrot, Geddelsbach, Maienfels, Neuhütten, Rappach, Scheppach, Schwabbach, Siebeneich, Unterheimbach und Waldbach vom aufgelösten Oberamt Weinsberg zum Oberamt Öhringen.

## Amtsvorsteher
- 1809–1810: Gottlieb Benjamin von Wolf
- 1810–1817: Peter Anton Rummel
- 1818–1820: Christian Ferdinand Gottlieb Breunlin (Amtsverweser)
- 1820–1830: Wilhelm Gottlob Heinrich Oesterlen
- 1830–1854: Friedrich Günzler
- 1854–1872: Hermann Süskind
- 1872–1891: Ludwig Friedrich von Böltz
- 1891–1894: Hermann Immanuel Wendel
- 1894–1900: Anton Mezger
- 1900–1904: Eugen Friedel
- 1904–1920: Heinrich Clostermeyer
- 1920–1922: August Feurer
- 1922–1930: Emil Marquardt
- 1930–1933: Eduard Zimmer
- 1933–1938: Kurt Raunecker